# Lynette Fromme
Lynette Alice "Squeaky" Fromme (Santa Monica, 22 de outubro de 1948) é uma ex-integrante da Família Manson, o grupo criminoso formado por Charles Manson nos anos 1960, presa e condenada à prisão perpétua pela tentativa de assassinato do Presidente dos Estados Unidos Gerald Ford, em 1975.

## Início
Filha de um engenheiro e uma dona de casa, em 1963, sua família mudou-se para Redondo Beach, próximo a Los Angeles, e Lynette começou a se envolver com bebidas e drogas aos quinze anos. Mesmo assim, conseguiu se formar no curso secundário em 1966 e cursar dois anos de faculdade, até que uma briga com seu pai a fez sair de casa.
Em 1967, sofrendo de depressão e sem perspectivas futuras, Fromme conheceu Charles Manson em Venice Beach, recém solto de uma prisão federal após dez anos de cadeia por roubo, e encantada com seus modos e conversas filosóficas, tornou-se sua amiga e começou a viajar com ele pela Califórnia, junto com mais duas jovens hippies, Susan Atkins e Mary Brunner.

## A Família Manson
Em 1968 ela foi viver com o grupo no Spahn Ranch, no sul da Califórnia, onde cuidava da casa e fazia sexo com o proprietário, George Spahn, de 78 anos, que lhe colocou o apelido famoso, "Squeaky", em virtude de sua voz esganiçada, em troca de moradia gratuita para os integrantes da "família".
Após a prisão de Charles Manson e outros membros da ‘família’ pelos assassinatos do Caso Tate-Labianca em agosto de 1969, "Squeaky" Fromme e outros integrantes do grupo remanescente em liberdade, acamparam na porta do fórum onde se realizavam os julgamentos, com a letra X – e depois suásticas – pintada na testa, proclamando a inocência de Manson e pregando sua filosofia apocalíptica para a mídia que cobria o caso e para quem mais os quisesse ouvir. "Squeaky" nunca foi acusada por envolvimento nos assassinatos, mas foi condenada a pequenas penas na cadeia por obstrução de justiça, ao tentar impedir outros membros da seita  de deporem em juízo e por ela mesma se recusar a depor, depois de intimada.
Com o fim do julgamento e a condenação dos assassinos no começo de 1971, ‘Squeaky’ deixou Los Angeles e acompanhou um grupo para Stockton, onde no ano seguinte seu nome apareceu envolvido na morte de um casal integrante de seu grupo, que além de suas companheiras da família Manson também era composto por dois ex-presidiários integrantes da Irmandade Ariana, uma organização ultra-racista branca, formada nas prisões da Califórnia. Sem evidências de envolvimento nos supostos crimes, "Squeaky" foi liberada pela polícia e se mudou para Sacramento, no norte da Califórnia, com uma integrante da "família", Sandra Good, onde as duas passaram a se vestir com robes e mudaram seus nomes para simbolizar sua devoção à nova "religião" de Manson. Fromme passou a se chamar Red, por causa dos cabelos ruivos, e Sandra, Blue, pelos olhos azuis.

## Tentativa de assassinato
Na manhã de 5 de setembro de 1975, "Squeaky" foi ao Sacramento Capitol Park vestida  numa roupa vermelha com capuz, de tipo parecido com uma freira, armada com uma pistola calibre 45, e misturou-se aos pedestres que aguardavam a passagem do Presidente Gerald Ford pelo complexo para saudá-lo. Com Ford passando na sua frente a menos de um metro e cercado de agentes do Serviço Secreto, Frommer sacou a arma das roupas e apontou para o presidente, com quatro balas no carregador mas nenhuma na agulha, o que permitiu a um dos agentes desviar sua mão, dominá-la, desarmá-la e algemá-la antes que atirasse.
Presa, após um longo julgamento coberto em detalhes pela mídia e no qual ela se recusou a cooperar, tanto com a acusação quanto com a defesa, "Squeaky" Fromme foi condenada à prisão perpétua, por uma lei de 1965, aprovada após o assassinato do presidente John Kennedy em 1963, que determinava esta pena para tentativas de assassinatos de presidentes. Durante seu julgamento, quando o promotor Duane Keyes recomendou ao júri uma punição severa contra a ré, por ser uma pessoa "cheia de ódio e violência", "Squeaky" jogou-lhe uma maçã no rosto, quebrando seus óculos.
Presa em Dublin, Califórnia, em 1979 foi transferida para a Virginia por atacar uma interna com um martelo. Em 23 de dezembro de 1987, ela voltava às manchetes dos noticiários americanos ao fugir da prisão, tentando se encontrar com Charles Manson, depois de ter ouvido que ele estaria com câncer no testículo. Foi, entretanto, capturada dois dias depois e transferida para o Federal Medical Center, no Texas, um presídio que acolhe condenados com problemas psiquiáticos, onde cumpriu pena a que foi condenada até agosto de 2009.
Nestas últimas décadas e desde 1985, Lynette "Squeaky" Fromme, hoje com mais de sessenta anos, teve várias oportunidades, estabelecidas por lei, de solicitar liberdade condicional , mas ao contrário dos outros membros da Família Manson cumprindo prisão perpétua, abriu mão de todas, jamais comparecendo às audiências.
Dezessete dias depois da tentativa de assassinato de Ford por "Squeaky", ele sofreu novo atentado em São Francisco, perpetrado por Sara Jane Moore, uma mulher de 45 anos com problemas de distúrbios mentais, sem nenhuma ligação com a Família Manson, também escapando ileso.

## Liberdade
Depois de cumprir 34 anos de prisão, "Squeaky" foi libertada por boa conduta em 14 de agosto de 2009 da prisão federal de Fort Worth, Texas. Após 30 anos de prisão, todos os condenados à prisão perpétua nos Estados Unidos tem direito a uma avaliação automática da pena, independente de pedido legal, e ela, por bom comportamento, recebeu o direito da condicional em 2008. Entretanto, sua tentativa de fuga fracassada em 1987, fez com que fosse obrigada a passar mais quinze meses na prisão. Passará o resto da vida em liberdade condicional, sendo monitorada por funcionários da Corte de Justiça dos Estados Unidos.